# Gasteropelecidae
Pour les articles homonymes, voir Poisson-hachette.
Famille
La famille des Gasteropelecidés regroupe neuf espèces de poissons tropicaux caractérisés par la forme de leur corps qui leur vaut l'appellation de poissons-hachettes. Ces poissons vivent exclusivement dans l'eau douce. 

## Liste des genres
Selon FishBase (25 juin 2015) :
- Carnegiella Eigenmann, 1909
- Gasteropelecus Scopoli, 1777
- Thoracocharax Fowler, 1907

### Note
- sous-famille Gasteropelecinae
  - genre Carnegiella
    - espèce Carnegiella marthae
    - espèce Carnegiella myersi
    - espèce Carnegiella strigata
    - espèce Carnegiella schereri

  - genre  Gasteropelecus
    - espèce  Gasteropelecus levis
    - espèce  Gasteropelecus maculatus
    - espèce  Gasteropelecus sternicla

- sous-famille Thoracocharacinae
  - genre Thoracocharax
    - espèce Thoracocharax securis
    - espèce Thoracocharax stellatus